# Fügenberg
Fügenberg é um município da Áustria, situado no distrito de Schwaz, no estado do Tirol. Tem 58,52 km² de área e sua população em 2019 foi estimada em 1.401 habitantes.